# Housay

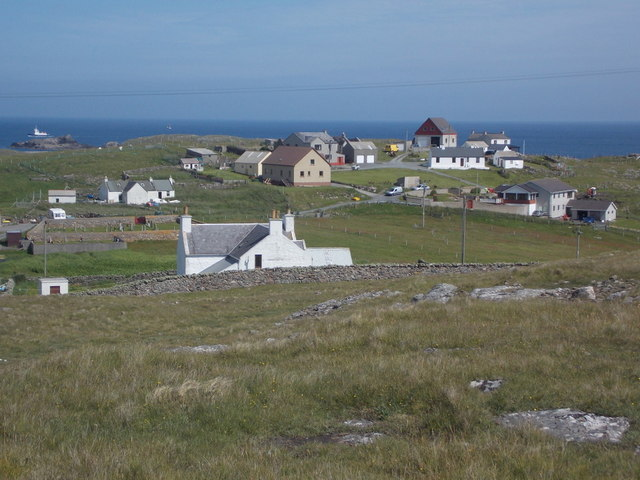
Häuser in Housay

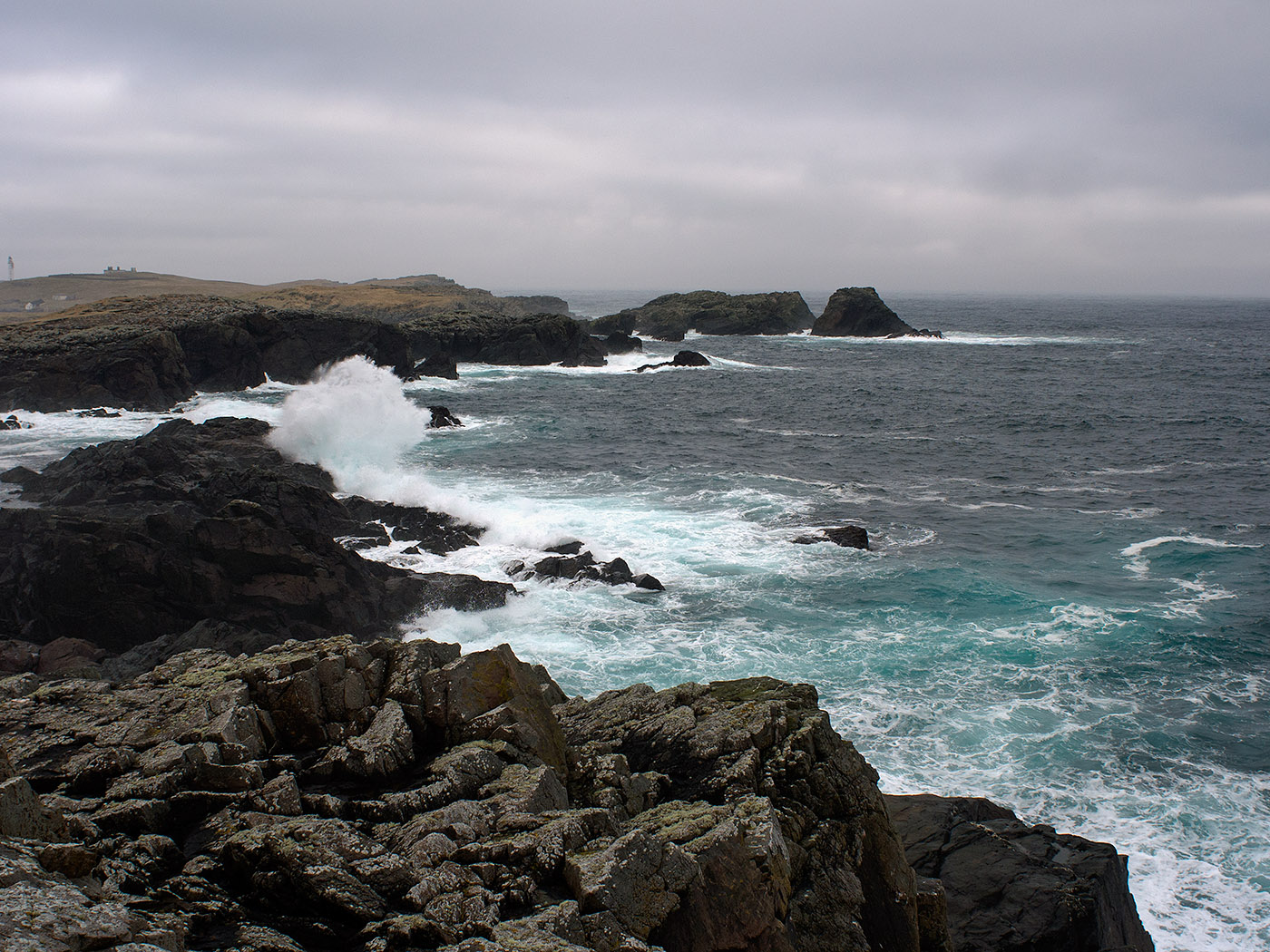
Küste von Housay

Housay ist eine Insel, die im Osten der zu Schottland zählenden Shetlands liegt.

## Geographie
Housay liegt etwas weniger als 20 Kilometer nordöstlich von Mainlands. Es ist die bedeutendste Insel der Gruppe der Out Skerries und, neben Bruray, eine von zwei bewohnten. Sie sind, über eine Brücke, miteinander verbunden. Der 48 Meter hohe Ward of Mioness im Westen markiert den höchsten Punkt von Housay. Die Besiedlung ist lose, es gibt keine Orte. Die Einwohnerzahl lag zumeist im mittleren zweistelligen Bereich, 2011 wurden 50 Menschen gezählt.
Zur Ausstattung von Housay gehören eine kleine Marina, eine Kirche mit Friedhof, eine Versammlungshalle und ein Postamt.

## Historisches
In den 1960er Jahren wurden vor der Landspitze Mio Ness  Gold- und Silbermünzen entdeckt. Während der Suche gingen drei Schiffe unter. Im Rahmen der historischen Gliederung Schottlands in Civil Parishes zählt Housay zu Nesting.